# 第6回NFLオナーズ
第6回NFLオナーズは、NFLの2016年シーズンについて行われた授賞式。2016年シーズンのチャンピオンを決定する第51回スーパーボウルの前日の2017年2月4日にスーパーボウル開催地のテキサス州ヒューストンで開催された。

## 受賞者一覧
| 賞                                            | 受賞者 | POS   | チーム                                            |
| --------------------------------------------- | --- | ----- | ------------------------------------------------- |
| AP通信MVP                                     | マット・ライアン | QB    | アトランタ・ファルコンズ                          |
| AP通信最優秀コーチ賞                          | ジェイソン・ギャレット | HC    | ダラス・カウボーイズ                              |
| AP通信最優秀アシスタントコーチ賞              | カイル・シャナハン | OC    | アトランタ・ファルコンズ                          |
| AP通信最優秀攻撃選手賞                        | マット・ライアン | QB    | アトランタ・ファルコンズ                          |
| AP通信最優秀守備選手賞                        | カリル・マック | LB    | オークランド・レイダース                          |
| ペプシ最優秀新人賞                            | ダック・プレスコット | QB    | ダラス・カウボーイズ                              |
| AP通信最優秀新人攻撃選手賞                    | ダック・プレスコット | QB    | ダラス・カウボーイズ                              |
| AP通信最優秀新人守備選手賞                    | ジョーイ・ボーサ | DE    | サンディエゴ・チャージャーズ                      |
| AP通信カムバック賞                            | ジョーディ・ネルソン | WR    | グリーンベイ・パッカーズ                          |
| NFL.com最優秀ファンタジー選手                 | デビッド・ジョンソン | RB    | アリゾナ・カージナルス                            |
| ドン・シュラ最優秀高校コーチ賞                | ランディ・アレン | HC    | ハイランドパーク高校（テキサス州）                |
| ウォルター・ペイトンNFLマン・オブ・ザ・イヤー | イーライ・マニング ラリー・フィッツジェラルド                                                                                                  | QB WR | ニューヨーク・ジャイアンツ アリゾナ・カージナルス |
| FedExエアプレーヤー賞                         | マット・ライアン | QB    | アトランタ・ファルコンズ                          |
| FedExグランドプレーヤー賞                     | エゼキエル・エリオット | RB    | ダラス・カウボーイズ                              |
| ブリヂストン最優秀プレー賞                    | マイク・エバンス | WR    | タンパベイ・バッカニアーズ                        |
| ロードゲーム最優秀選手賞                      | レビオン・ベル | RB    | ピッツバーグ・スティーラーズ                      |
| サルートトゥサービス賞                        | ダン・クイン | HC    | アトランタ・ファルコンズ                          |
| ディーコン・ジョーンズ賞                      | ヴィック・ビーズリー | LB    | アトランタ・ファルコンズ                          |
| アート・ルーニー賞                            | フランク・ゴア | RB    | インディアナポリス・コルツ                        |
| カストロール・クラッチプレー賞                | デレック・カー | QB    | オークランド・レイダース                          |
| フォード最優秀オフェンシブライン賞            | トラビス・フレデリック ダグ・フリー ロナルド・リアリー ザック・マーティン タイロン・スミス                                                     | OL    | ダラス・カウボーイズ                              |
| プロフットボール殿堂 クラス・オブ・2017       | ラダニアン・トムリンソン モーテン・アンダーセン ジェイソン・テイラー ケニー・イーズリー ジェリー・ジョーンズ テレル・デービス カート・ワーナー |       |                                                   |